# Mk VIII Challenger
Tank, Cruiser, Challenger (A30) – czołg pościgowy konstrukcji brytyjskiej z okresu II wojny światowej.

## Historia
Doświadczenia wyniesione z walk brytyjskich wojsk pancernych, zwłaszcza bitew stoczonych na pustyni Afryki Północnej, wykazały pilną konieczność skonstruowania nowego czołgu. Miał on być uzbrojony w nowoczesną, długolufową armatę dużego kalibru, zdolną do niszczenia nieprzyjacielskich czołgów na dużych odległościach. Zamówienie na nowy czołg wpłynęło w styczniu 1942. Postanowiono wykorzystać nowe podwozie zbudowane na bazie podwozi czołgów Cromwell i Centaur (A27). Zostało ono, w porównaniu z pierwowzorem, przedłużone o dodatkową parę kół nośnych oraz poszerzone tak, aby można było zamontować wieżę o większej średnicy.
Była to wieża produkcji zakładów Stiothert & Pitt testowana w czołgu TOG 2. Próby wykazały konieczność wzmocnienia podwozia, spowodowaną wzrostem o 3000 kg masy wozu. Stwierdzono też konieczność zamontowania dodatkowego silnika do obracania wieży. W nowym wozie zlikwidowano przedni kadłubowy karabin maszynowy typu Besa. Umieszczono w tym miejscu dodatkowy zapas amunicji.

## Służba

### Wielka Brytania
Zamówiono 200 sztuk nowych wozów. Pierwsze czołgi dostarczono do oddziałów w sierpniu i wrześniu 1944. Były one używane w jednostkach uzbrojonych w czołgi typu Cromwell, jako wozy wsparcia do zwalczania czołgów przeciwnika. Planowano dostarczenie jednego Challengera do każdego plutonu Cromwelli. Czołgi typu Challenger zostały wycofane z uzbrojenia armii brytyjskiej zaraz po zakończeniu wojny.

### Czechosłowacja
W Armii Czechosłowackiej Challengery były na uzbrojeniu 1 Czechosłowackiej Brygady Pancernej (Československá samostatná obrněná brigáda). Brygada posiadała czołgi Mk VIII Cromwell, M5A1 Stuart oraz 22 czołgi Challenger. Po zakończeniu działań powróciła ona, wraz ze sprzętem, do kraju. Czołgi pozostały na uzbrojeniu wojsk czechosłowackich do początku lat 50. XX wieku. Wkrótce zostały przesunięte do zapasu mobilizacyjnego, gdzie były zmagazynowane do 1959 do momentu wycofania z uzbrojenia. Wieże czołgów planowano użyć, jako elementy fortyfikacji, ale tego pomysłu nie zrealizowano.

### Służba w Polskich Siłach Zbrojnych
W Polskich Siłach Zbrojnych na Zachodzie czołgi Challenger były stosowane w pancernym pułku rozpoznawczym 1 Dywizji Pancernej – 10 pułku strzelców konnych. Pierwsze dwa czołgi pułk otrzymał 26 sierpnia 1944 roku i posłużyły do zapoznania się z nowym sprzętem oraz jako sprzęt treningowy. Kolejne 9 pojazdów przekazano Polakom między 31 października a 3 listopada 1944 roku. Chrzest bojowy polskie Challengery przeszły w czasie walk o miejscowości Made i Wagenberg. Między 1 stycznia a 4 marca 1945 roku pułk otrzymał kolejne uzupełnienia. W każdym szwadronie czołgi skoncentrowano w dodatkowym czwartym plutonie, który liczył 3 Challengery. Po zakończeniu wojny czołgi zgrupowano w jednym szwadronie pułku. Ich liczba nie jest pewna i wynosiła prawdopodobnie od 12 do 16, a razem z wozami zapasowymi nie przekraczała 20. W marcu 1947 roku wszystkie Challengery podobnie, jak cały sprzęt pułku zostały przekazane Anglikom.

## Zachowane pojazdy

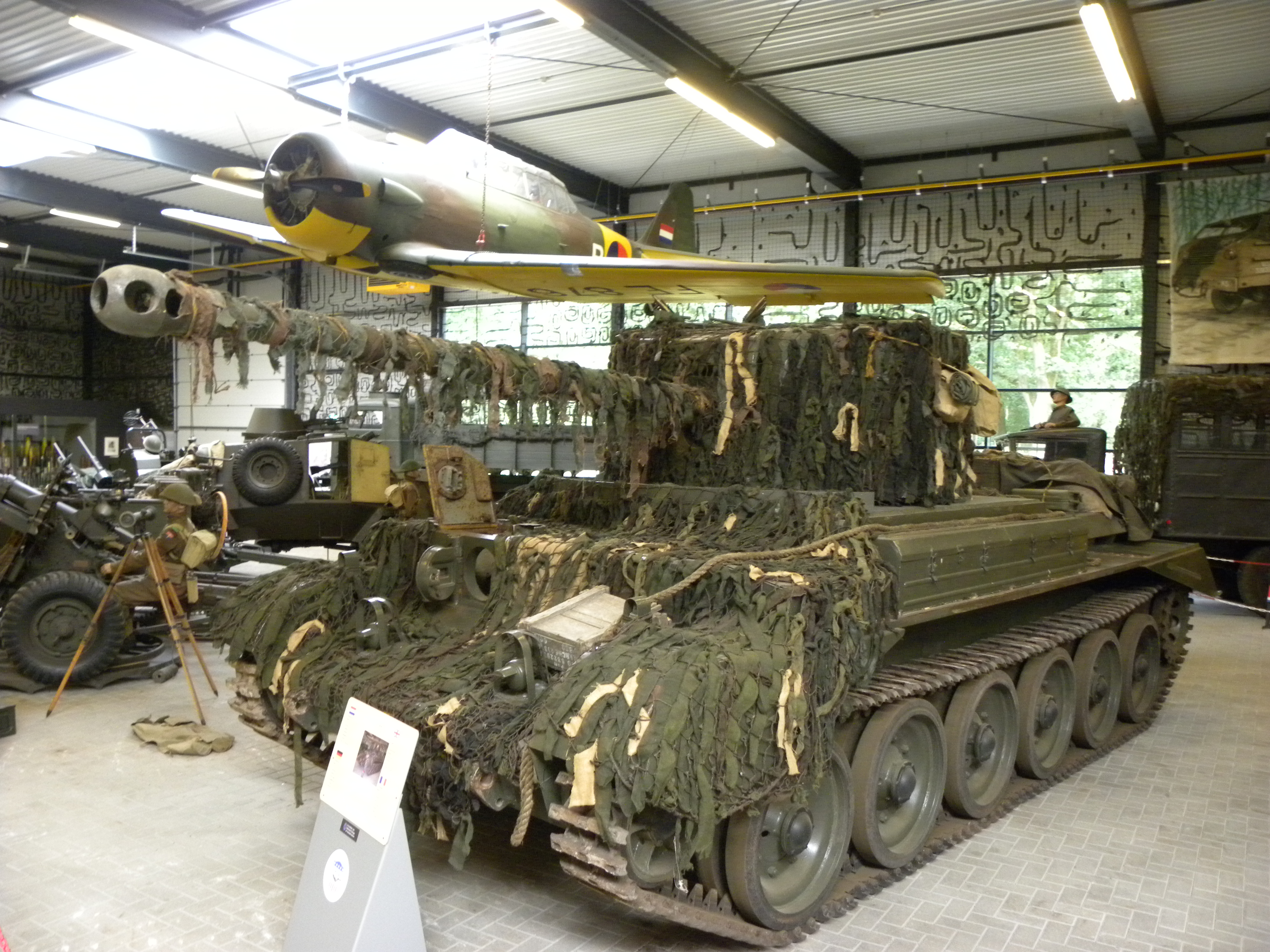
Challenger w Nationaal Oorlogs-en Verzetsmuseum w Overloon

Do czasów współczesnych zachowały się tylko 2 pojazdy:
- Holandia – pojazd w Nationaal Oorlogs-en Verzetsmuseum w Overloon.
- Wielka Brytania – początkowo pojazd był eksponowany w Isle of Wight Military Museum. Obecnie znajduje się w Bovington Tank Museum, gdzie czeka na renowację. Pojazd jest w złym stanie technicznym, a wieża i kadłub pochodzą z dwóch różnych czołgów[6].